# Ian Hamilton (kritik)
Robert Ian Hamilton, angleško-škotski literarni kritik, biograf, pesnik, esejist, urednik revij in založnik, * 24. marec 1938, † 27. december 2001. 

## Življenje in delo
Rodil se je v King's Lynnu, Norfolk, Anglija. Njegova starša sta bila Škota, ki sta se leta 1936 preselila v Norfolk. Oče je umrl, ko je imel mladi Ian 13 let. Družina se je leta 1951 preselila v Darlington, Anglija. V Darlingtonu je tedaj 17-letni Hamilton izdal dve številki svoje lastne revije, imenovane The Scorpion (Škorpijon). Za drugo številko je različnim londonskim literarnim figuram poslal vprašalnik, v katerem je spraševal, kaj bi svetovali mladim avtorjem. Nazaj je dobil okoli 50 odgovorov, med drugim mu je odgovoril tudi Louis Golding. 
Po koncu šole je opravil svojo narodno dolžnost v Mönchengladbachu, Nemčija. Zatem je obiskoval Kolidž Keble, Oxford, in v enem letu zagnal revijo Tomorrow. Prve številke so bile neenotne, a je revija sčasoma zrasla na samozavesti in je v svoji četrti (in zadnji) številki objavila zgodnjo dramo kasnejšega nobelovca Harolda Pinterja. 
Leta 1962 je Hamilton v sodelovanju z Michaelom Friedom, Johnom Fullerjem in Colinom Falckom ustanovil revijo The Review. Revija je postala najvplivnejša britanska povojna pesniška revija, v kateri je tako kratka kot dolga dela objavljala zelo široka skupina avtorjev. Revija je delovala do svoje desete obletnice leta 1972. 
Leta 1964 je revija The Review objavila pamflet Hamiltonovih pesmi z naslovom Pretending Not to Sleep. Hamiltonov pamflet je bil eden od treh pamfletov, ki so sestavljali 13. številko revije. 
Leta 1965 je Hamilton sprejel službo pri literarni reviji The Times Literary Supplement. Službo je sprva opravljal le tri dni v tednu, a je nato napredoval do položaja urednika poezije in leposlovja, ki ga je držal do leta 1973. 
Leta 1970 je založba Faber and Faber izdala The Visit, tanko knjigo Hamiltonovih pesmi. Gre za predelano in razširjeno verzijo pamfleta iz leta 1964. 39 pesmi v knjigi izraža Hamiltonov zgoščen slog pisanja. Hamilton je kasneje spregovoril o odnosu med stresnimi okoliščinami svojega zasebnega življenja - določneje o ženini duševni bolezni - in jedrnatostjo svojih pesmi. »Moraš se obvladovati, ne glede na to kako slabo stvari stojijo; moral si imeti nadzor. In rekel bi, da je popolna pesem postala nekaj, kar je nujno vsebovalo maksimalno količino nadzora - in trpljenja.«
Leta 1974 je Hamilton zagnal zglajeno revijo velikega formata, imenovano The New Review. Prva številka, v kateri so svoja dela objavili mnogi uveljavljeni pisatelji, je obsegala 100 strani. Revija je bila znova zelo vplivna v literarnih krogih, prav tako je tudi opogumila mlade avtorje. Vendar, revija je bila odvisna od sredstev Arts Councila, in ko se je ta vir dohodkov zaprl, je revija štiri leta in pol ter 50 številk kasneje prenehala izdajati. Po  tem je Hamilton začel delovati kot svobodni pisatelj in je redno pisal za New Statesman. 
Leta 1976 je izšel nov pamflet Hamiltonovih pesmi, naslovljen Returning. Obsegal je 12 novih pesmi. 
Po smrti prijatelja, pesnika Roberta Lowella, leta 1977 je Hamilton ustvaril njegovo biografijo, ki so jo kritiki dobro sprejeli. Na krilih tega uspeha je začel pisati biografijo in literarno kritiko J. D.-ja Salingerja. Salinger, ki je bil slaven zaradi svojega zavračanja publicitete, je skušal s pravnimi postopki preprečiti izdajo knjige, a mu to ni uspelo. Salingerju je sicer vendarle uspelo preprečiti, da bi Hamilton predeloval, dostopal in citiral iz Salingerjevih del (vključno s Salingerjevimi pismi), zato je sprva izgledalo, da knjiga ne bo imela ničesar za ponuditi bralcu. Hamiltona pa Salingerjevo nasprotovanje ni potrlo, še več, te frustracije je vgradil v knjigo z naslovom In Search of J.D. Salinger (V iskanju J.D.-ja Salingerja). 
Od 1984 do 1987 je Hamilton vodil BBC-jevo oddajo Bookmark, v katero je vabil mnoge znane pisatelje. 
Leta 1988 je založba Faber and Faber izdala novo zbirko Hamiltonove poezije, ki je nosila naslov Fifty Poems (Petdeset pesmi). Zbirka je vključila pesmi, predhodno objavljene v The Visit, 11 pesmi iz pamfleta Returning in 6 novih pesmi. Hamilton je v predgovoru zapisal: »Petdeset pesmi v 25 letih: ni veliko za pokazati za polovico življenja, bi lahko rekli. In v nekaterih razpoloženjih bi se jaz strinjal.«
Svojo izkušnjo s Salingerjem je Hamilton leta 1992 vključil v delo Keepers of the Flame o zgodovini literarne zapuščine in neuradnih biografih. Svojo strast do nogometa je izrazil v delih Gazza Agonistes in Gazza Italia iz let 1993 in 1994. Obe deli obravnavati po avtorjevem mnenju zapravljen talent angleškega nogometaša Paula Gascoigna. 
Hamilton je leta 2001 umrl za rakom. Preživel ga je njegov prvi sin, ki ga je imel s prvo ženo Giselo Dietzel, preživeli so ga tudi druga žena Ahdaf Soueif in dva sinova. Hamiltona je preživela tudi njegova zadnja življenjska sopotnica, Patricia Wheatley, s katero je imel sina in hčerko. 
Leta 2009 je britanska založba Faber and Faber pod naslovom Zbrane pesmi izdala zbirko njegovih pesmi. Uvod v zbirko je napisal Alan Jenkins.